# Itztlacoliuhqui

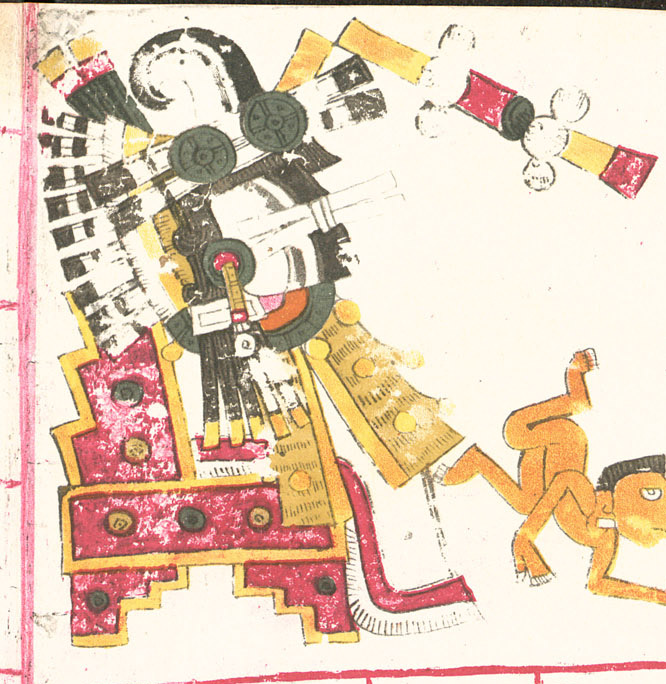
Itztlacoliuhqui al còdex Borgia.

Itzlacoliuhqui o Itzcoliuhqui (en nàhuatl, ganivet tort; itztli, obsidiana, ganivet d'obsidiana; tla, objecte; coliuhi, tòrcer) en la mitologia asteca i tolteca és el déu de la foscor, els desastres, la temperatura i l'obsidiana, particularment dels objectes d'obsidiana amb forma de ganivet, i es relaciona especialment amb les gelades. També se l'identifica amb un aspecte de Quetzalcóatl o Tezcatlipoca.